# 莫戈什瓦亞宮
莫戈什瓦亞宮（羅馬尼亞語：Palatul Mogoșoaia）是位於羅馬尼亞首都布加勒斯特郊外10公里處的一座宮殿，修建於1698年至1702年期間，外觀為羅馬尼亞文藝復興式風格。1768年至1774年第五次俄土战争期間被毀，之後重建。但在1916年時又被德軍空襲炸毀。戰後重建。共產黨執政之後，宮殿被收為國有並在1957年成為博物館。現在這裡是一個熱門的旅遊景點。

## 外部連結
- Mogoșoaia Palace Artifacts: Gallery （页面存档备份，存于）

44°31′39.65″N 25°59′33.77″E / 44.5276806°N 25.9927139°E